# Cal Peroler
Cal Peroler, ca la Pepa Perolera o Cal Sardà és una casa de Santa Maria de Palautordera (Vallès Oriental) protegida com a Bé Cultural d'Interès Local.

## Descripció
Es tracta d'una casa entre mitgeres de coberta a doble vessant i de carener paral·lel a la façana, que està arrebossada i pintada de blanc. Consta de planta baixa i pis. Situada al mig de la casa hi ha una gran portalada d'arc rebaixat que actualment s'utilitza com a garatge, i damunt d'aquesta una finestra també d'arc rebaixat. El cos dret de la casa correspon al número 3, cal Peroler. La finestra del primer pis és de la mateixa factura que l'anterior i la porta és d'obertura senzilla, rectangular. El costat esquerre, que s'adossa a Cal Pou, correspon a cal Sardà (número 4). Les obertures són encara més senzilles que les anteriors.

## Història
La primera referència històrica de la plaça de Santa Maria la tenim en la descripció feta per mossèn Pinell d'una acta del 25 d'octubre del 1643 en què una processó anà a la casa del Benifet de Sant Projet, del qual n'era beneficiari mossèn Vergés i que estava situada a la plaça d'Avall, entenent-se aquesta com la plaça de Santa Maria. Cal Peroler també era conegut com a ca la Pepa Perolera.